# Жамбылская областная филармония

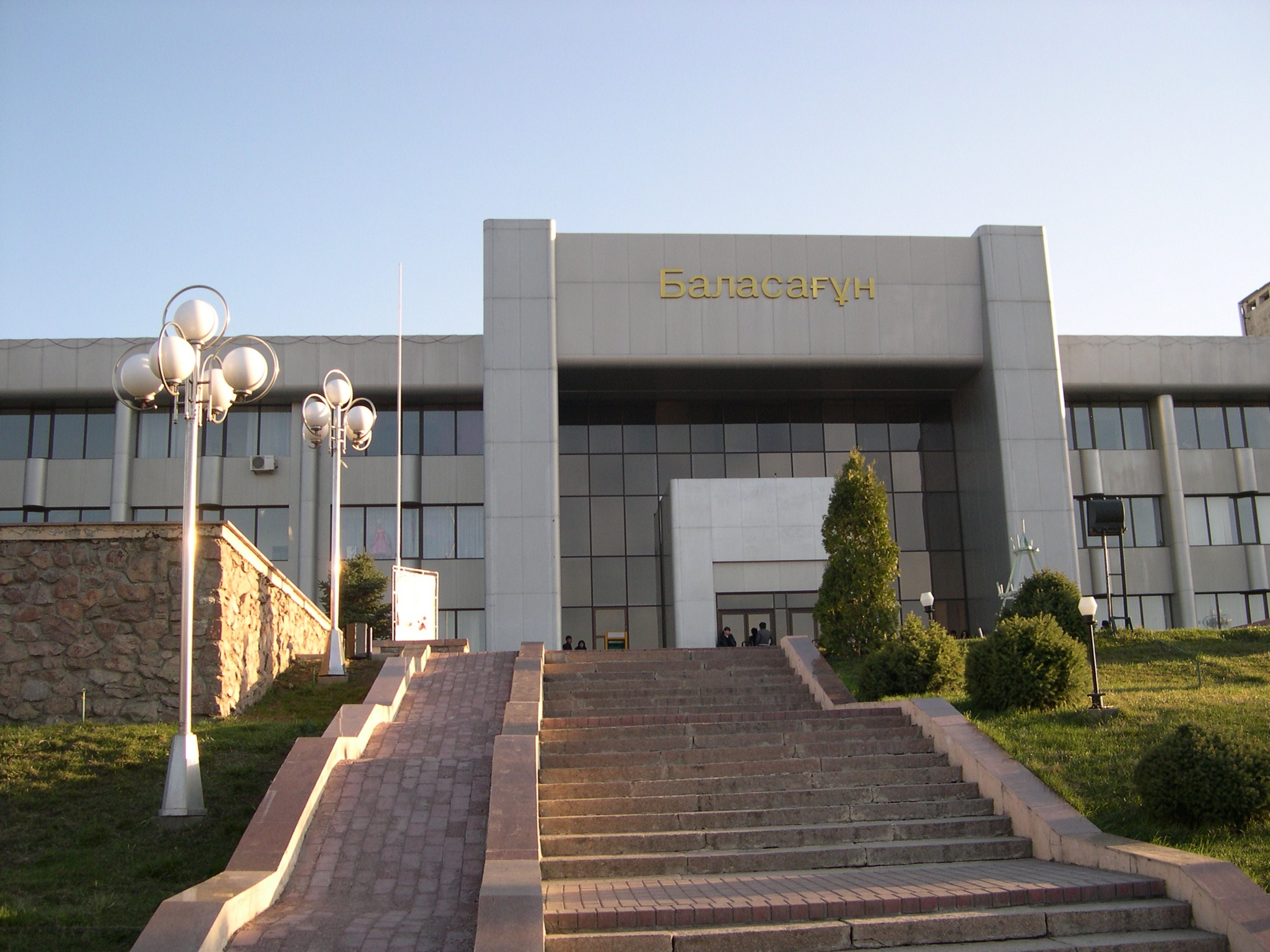
Жамбылская областная филармония. 2010

Жамбылская государственная областная филармония (каз. Жамбыл облыстық филармониясы) — музыкальное учреждение, занимающееся организацией концертов, содействием развитию и пропагандой музыкального искусства расположенное в административном центре одноимённой области Республики Казахстан городе Таразе.
Жамбылская областная филармония была образована в 1968 году, вскоре после открытия в городе русского театра.
В составе филармонии работают такие творческие команды как «Жас толкын» («Молодое поколение», лауреат Республиканского конкурса молодежных эстрадных коллективов, 1969) и «Тараз» (с 1981), детский эстрадный ансамбль «Тажайыптаршеруг» («Парад чудес»), фольклорно-этнографический танцевальный ансамбль «Айша биби» (с 1999; художественный руководитель заслуженный деятель культуры Казахстана Б. Сызабеков) другие музыкальные коллективы. 
Первым директором филармонии стал А. И. Шапошников, а первым художественным руководителем Н. Жомартов. Позднее филармонией руководили народный артист Казахстана А. К. Коразбаев, В. Ф. Пак, худрук Б. О. Шайкенов, режиссёр А. Тулебаев. 
С Жамбылской областной филармонией связаны имена певцов Ж. Кадырова, К. Жуманбаева, С. Желдибаева, Ташимбековой, которые многократно становились лауреатами различных музыкальных конкурсов.